# Cophura caca
Cophura caca är en tvåvingeart som beskrevs av Pritchard 1943. Cophura caca ingår i släktet Cophura och familjen rovflugor.
Artens utbredningsområde är New Mexico. Inga underarter finns listade i Catalogue of Life.